# Fjällig chachalaca
Fjällig chachalaca  (Ortalis squamata) är en fågel i familjen trädhöns inom ordningen hönsfåglar.

## Utbredning och systematik
Fågeln återfinns i sydöstra Brasilien. Den behandlas som monotypisk, det vill säga att den inte delas in i några underarter. Fjällig chachalaca betraktades tidigare som en underart till spräcklig chachalaca.

## Status och hot
Arten har ett stort utbredningsområde, men tros minska i antal, dock inte tillräckligt kraftigt för att den ska betraktas som hotad. Internationella naturvårdsunionen IUCN listar arten som livskraftig (LC).